# Балун

Балун з коефіцієнтом узгодження по хвильовому опору 1:4

Балун (з англ. balun — balanced-unbalanced) — жаргонна назва симетруючих пристроїв, що перетворюють електричний сигнал із симетричного (balanced) в несиметричний (unbalanced) і навпаки. Найчастіше для цього застосовують різні види моточних трансформаторів, виконаних на магнітопроводах, проте іноді симетруючий пристрій може бути реалізований у вигляді чвертьхвильових короткозамкнутих відрізків коаксіального кабелю.
Конструктивно може бути виконаний по-різному, найчастіше — на кільцевому (інколи розімкнутому) феритовому магнітопроводі.
Широко застосовуються в радіотехніці для узгодження різнорідних ліній зв'язку; антен з лініями зв'язку; вихідних та вхідних каскадів апаратури зв'язку з антенно-фідерним трактом.
Іноді під "балуном" мають на увазі пристрої, що підвищують індуктивність оплетення коаксіального кабелю і тим самим понижують "затікання"  високочастотних струмів, що виникають при виході центральної жили з оплетення, на зовнішню сторону оплетення. Для цього, наприклад, використовують щільно насаджені один до одного феромагнітні кільця на кабелі зі сторони антени, або, якщо кабель достатньо тонкий, намотують таким кабелем кілька витків навколо феритового кільця.